# Allein Allein
Allein Allein ist ein Lied der deutschen Elektropop-Band Polarkreis 18. Das Stück ist die erste Singleauskopplung aus ihrem dritten Studioalbum The Colour of Snow. Das Stück wurde europaweit auch in den Übersetzungen Allein Alene (dänisch), Alleen, Alleen (niederländisch) oder auch Alone Alone (englisch) bekannt.

## Entstehung und Artwork
Geschrieben wurde das Lied gemeinsam von den Polarkreis-18-Mitgliedern Ludwig Bauer, Christian Grochau, Philipp Makolies, Uwe Pasora, Felix Räuber und Bernhard Wenzel. Gemeinsam mit Jochen Naaf und Mario Thaler zeichnete die Band ebenfalls für die Produktion des Stücks verantwortlich. Während der Produktion kam die Audioeditor-Software Pro Tools zum Einsatz, die durch Falko Duczmal ausgeführt wurde. Das Mastering erfolgte durch die Skyline Tonfabrik, unter der Leitung von Kai Blankenberg. Gemischt wurde das Lied vom O.L.A.F. Opal. Als Toningenieure bei diesem Projekt fungierten Ludwig Bauer, Philipp Makolies, Felix Räuber, Jörg Siegeler und Markus Schlichtherle. Die Aufnahmen fanden im Studio Wilzhofen in Weilheim (Oberbayern) statt. Musikalisch wurden Polarkreis 18 vom Deutschen Filmorchester Babelsberg unterstützt, das von Jörg Iwer dirigiert wurde. Arrangiert und produziert wurden die orchestralen Klänge durch Sven Helbig, die Abmischung sowie die Aufnahme dessen erfolgte durch Michael Schubert.
Auf dem Cover der Single ist lediglich ein Eisblock zu sehen. In der Mitte des Blocks befindet sich ein schwarzer, runder Aufkleber, auf dem sich der Bandname und der Liedtitel befinden. Das Artwork stammt von Polarkreis 18.

## Veröffentlichung und Promotion
Die Erstveröffentlichung von Allein Allein erfolgte am 19. September 2008 als CD-Single in Deutschland, Österreich und der Schweiz. Das Lied wurde unter dem Musiklabel Vertigo Berlin veröffentlicht, durch den Hanseatic Musikverlag verlegt sowie durch Universal Music Publishing vertrieben. Die CD-Single erschien zunächst als 2-Track-Single und beinhaltete eine Remixversion der dänischen Rockband Nephew als B-Seite. In Dänemark wurde die Remixversion als A-Seite unter dem Projektnamen „Polarkreis 18 vs. Nephew“ veröffentlicht. Drei Wochen später am 10. Oktober 2008 erschien eine weitere 2-Track-Single, die anstatt den Remix ein Bonusvideo vom Melt 2007 beinhaltete. Wiederum eine Woche später erschien mit The Colour of Snow das dritte Studioalbum von Polarkreis 18, worauf Allein Allein ein Teil von dessen ist. Am 8. Dezember 2008 erschien eine Maxi-Single zu Allein Allein. Diese bestand aus fünf Titeln und beinhaltete als B-Seiten das Lied Operation Sun sowie drei Remixe zu Allein Allein. Zwei Monate nach der Veröffentlichung der Maxi-Single erschien am 9. Februar 2009 nochmals eine 2-Track-Single mit einem neuen Remix von $olal + Müller. Darüber hinaus erschienen auch weitere Promo-Tonträger, wie unter anderem eine Vinylschallplatte, die als B-Seite die Nachfolge-Single The Colour of Snow beinhaltet. Am 10. April 2020 erschien eine Remixversion der deutschen DJs Frey und Sway Gray als Streaming. Die beiden konnten hierbei den Polarkreis-18-Sänger Felix Räuber als offiziellen Gastsänger für sich gewinnen.
Allein Allein diente als Titelmusik zu Marco Kreuzpaintner Realverfilmung Krabat und wurde im Abspann gespielt. Auf dem offiziellen Soundtrack-Album zum Film war das Lied jedoch nicht zu finden.
Remixversionen
- 2008: Allein Allein (Bodi Bill RMX)
- 2008: Allein Allein (Heller & Nephew Rework)
- 2008: Allein Allein (reworked by Nephew)
- 2008: Allein Allein (ZPYZ RMX)
- 2009: Allein Allein ($olal + Müller Remix)
- 2009: Allein Allein (Alex C Rmx)
- 2009: Allein Allein (Metal on Metal Rmx)
- 2009: Allein Allein (Schiller Rmx)
- 2020: Wir sind nicht allein (Allein Allein) (Remix von Frey, Sway Gray)

## Kontroverse in Israel
Der Parlamentsabgeordnete Arieh Eldad, seinerzeit Mitglied der Knesset für die säkular-rechtsgerichtete Partei Hatikva, hat im Jahr 2009 in zwei Schreiben an Verteidigungsminister Ehud Barak und den Kommandeur des Armeeradios ein Verbot des Liedes gefordert. Grund hierfür war, dass das Lied „deutsche Worte“ enthalte, so ein Sprecher Eldads gegenüber der Deutschen Presse-Agentur (dpa) in Jerusalem. Eldad habe bereits im vergangenen Jahr die Rede von Bundeskanzlerin Angela Merkel vor dem israelischen Parlament boykottiert. Der Boykottversuch blieb erfolglos. Das Armeeradio werde nie zustimmen, dass ein Lied aus „rassistischen Gründen“ von der Titelliste gestrichen werde.
Die israelische Tageszeitung Haaretz berichtete, der Abgeordnete von der nationalistischen Partei Nationale Union habe aufgrund der „Assoziierung der deutschen Sprache mit dem Holocaust“ ein Abspielverbot verlangt.
Die Tageszeitung Maariv zitierte aus dem Brief Eldads. Darin vertrat dieser die Auffassung, dass das Lied die Gefühle von Holocaust-Überlebenden verletze. Eldad schrieb: „Ich wäre Ihnen dankbar, wenn Sie anweisen würden, das Lied nicht mehr zu spielen“. Weiter hieß es, der Refrain werde von einer Masse von Stimmen geschrien. Hierzu schrieb Eldad: „Solange in Israel Juden leben, die von Schreien in deutscher Sprache in die Zeit der Verfolgung während des Holocausts in Europa zurückversetzt werden, kann man nicht auf deren Gefühlen herumtrampeln“.

## Inhalt
Der Liedtext zu Allein Allein ist bilingual in deutscher und englischer Sprache verfasst, wobei der Liedtext größtenteils auf Englisch ist, lediglich die Zeile „Wir sind allein, allein allein, allein allein“ im Refrain sowie gelegentliche „Allein-Allein“-Ausrufe im Hintergrund sind auf Deutsch. Die Musik und der Text wurden gemeinsam von den Polarkreis-18-Mitgliedern Ludwig Bauer, Christian Grochau, Philipp Makolies, Uwe Pasora, Felix Räuber und Bernhard Wenzel geschrieben beziehungsweise komponiert. Musikalisch bewegt sich das Lied im Bereich des Breaks, Elektros, Pop-Rock sowie des Synthiepop.
Einige Hörer warfen der Band vor, dass sie in dem Lied eine egoistische Gesellschaft propagieren würden. Räuber erklärte in einem Interview, dass Allein Allein einen sehr simplen Text habe, sich dennoch eine tiefgründige Message dahinter verberge. Es sei auch der Titel, an dem sie am längsten für das aktuelle Album gearbeitet hätten. Leider sei die Message nicht bei allen so rüber gekommen, das sei schon schade, wie man an solchen Kommentar sehe. Der Inhalt des Stücks sei eigentlich ganz klar und einfach. Es gehe darum, Einsamkeit in einer anonymen Masse zu beschreiben. Man sei mit anderen im Klub, aber jeder tanze für sich alleine. Die Band habe das versucht so einfach wie möglich auf den Punkt zu bringen. Als Gründe für dieses massenhafte Alleinsein nannte Räuber die Paradoxe Begründung, dass je mehr Menschen auf einem Gebiet zusammenleben, desto größer die Einsamkeit sei. Deshalb sängen sie in dem Lied „Wir sind allein“. Die Menschen würden alle zusammen leben und doch sei jeder irgendwie alleine. Das habe aber nicht nur negative Seiten. Räuber selbst sei es sehr wichtig, auch mal alleine zu sein, weil er viele Gedanken nur für sich alleine fassen könne, wenn niemand sonst da sei. Aber auf der anderen Seite seien Menschen natürlich auch total wichtig und Liebe, die man ja auch nur zu zweit erleben könne. Es sollte eine gute Mischung sein und die gelte es im Leben zu finden.
Aufgebaut ist das Lied auf zwei Strophen, einer Hookline sowie einem Refrain. Das Lied beginnt mit der ersten Strophe, auf die erstmals der Refrain folgt. Der gleiche Vorgang wiederholt sich mit der zweiten Strophe. Nach dem zweiten Refrain folgt erstmals die Hookline, die lediglich aus dem sich wiederholenden Ausruf „Allein Allein“ besteht. Nach der Hookline folgt erneut der Refrain sowie zum Abschluss des Liedes nochmals die Hookline. Der Hauptgesang des Liedes stammt von Polarkreis-18-Frontmann Felix Räuber, im Hintergrund ist ein 2.000 Personen starker Chor zu hören. Die Choraufnahmen erfolgten beim Weihnachtskonzert am 25. Dezember 2007 im Alten Schlachthof in Dresden.
| „Wir sind allein. Allein allein, allein allein. We look into faces, wait for a sign. Wir sind allein. Allein allein, allein allein.“ – Refrain, Originalauszug aus „Allein Allein“ | “We are alone! Alone alone, alone alone. We look into faces, wait for a sign. We are alone. Alone alone, alone alone.” – Refrain, Originalauszug aus „Alone Alone“ | „Wir sind allein. Allein allein, allein allein. Wir schauen in die Gesichter, warten auf ein Zeichen. Wir sind allein. Allein allein, allein allein.“ – Refrain, Übersetzung |

## Musikvideo
Das Musikvideo zu Allein Allein wurde an einem norwegischen Fjord gedreht und lässt sich in zwei Abschnitte unterteilen, die immer wieder abwechselnd zu sehen sind. Zum einen sieht man die Band, die das Lied spielt. Hierbei ist die Band größtenteils in weiß gekleidet und spielt mit weißen Instrumenten in einem komplett weißen Raum. Zum anderen sind die Polarkreis-18-Mitglieder zu sehen, wie sie sich – jeder für auf sich alleine gestellt – durch eine Gebirgslandschaft bewegen. Die Gesamtlänge des Videos beträgt 2:49 Minuten. Regie führte der Berliner Regisseur Hagen Decker, als Co-Regisseur stand ihm Stefan Guzy zur Seite. Bis Oktober 2023 zählte das Musikvideo über 13 Millionen Aufrufe auf YouTube.
2009 wurde das Musikvideo, auf Vorschlag von MTV Germany, für einen Echo Pop in der Kategorie „Video (national)“ nominiert, musste sich jedoch Gib mir Sonne von Rosenstolz geschlagen geben.

## Mitwirkende
Liedproduktion
- Ludwig Bauer: Artwork (Cover), Komponist, Liedtexter, Musikproduzent, Toningenieur
- Kai Blankenberg: Mastering
- Deutschen Filmorchester Babelsberg: Orchester
- Falko Duczmal: Audioeditor
- Christian Grochau: Artwork (Cover), Komponist, Liedtexter, Musikproduzent
- Sven Helbig: Arrangement, Musikproduzent
- Jörg Iwer: Dirigent
- Philipp Makolies: Artwork (Cover), Komponist, Liedtexter, Musikproduzent, Toningenieur
- Jochen Naaf: Musikproduzent
- O.L.A.F. Opal: Abmischung
- Uwe Pasora: Artwork (Cover), Komponist, Liedtexter, Musikproduzent
- Felix Räuber: Artwork (Cover), Gesang, Komponist, Liedtexter, Musikproduzent, Toningenieur
- Markus Schlichtherle: Toningenieur
- Michael Schubert: Abmischung, Tonmeister
- Jörg Siegeler: Toningenieur
- Mario Thaler: Musikproduzent
- Bernhard Wenzel: Artwork (Cover), Komponist, Liedtexter, Musikproduzent

Musikvideo
- Raphael Beinder: Oberbeleuchter
- Kristian Berg: Produktionsassistent
- Hagen Decker: Ausführender Produzent, Filmeditor, Regisseur
- Stefan Guzy: Artdirector, Co-Regisseur
- Erik Heldal: Oberbeleuchter
- Kieran Joel: Filmproduzent
- Florian Kaltenbach: Filmeditor
- Philipp Kirsamer: Kameramann
- Michael Peterssohn: Standfotograf
- Cornelius Plache: Beleuchter
- Karim Rahmani: Kameraassistent
- Teja Hendrik Schwede: Kameraassistent
- Steffen Cornelius Tralles: Regieassistent
- Franziska Zahl: Produktionsassistent

Unternehmen
- Hanseatic Musikverlag: Verlag
- Skyline Tonfabrik: Tonstudio
- Studio Wilzhofen: Tonstudio
- Universal Music Publishing: Vertrieb
- Vertigo Berlin: Musiklabel

## Rezensionen
Die RP Online ist der Meinung, dass das Musikstück polarisiere, weil es „Experimentalsound“ mit „billigem Euro-Disco“ verbinde. Weiters führten sie aus, dass ein Lied nicht schlecht sei, nur weil es x-mal am Tag im Radio gespielt werde. Das hätten im gleichen Jahr die Killers mit Human bewiesen. Beide Stücke seien ähnlich gestrickt: Disco treffe auf Emotion!
Oliver Ding von Plattentests.de bewertete das Album The Colour of Snow mit sieben von zehn Punkten und hob Allein Allein als eines der „Highlights“ hervor. In seiner Rezension kam Ding zu dem Ergebnis, dass die Bridge des Liedes „frappierend“ an A Walk in the Park von der Nick Straker Band erinnere.

## Kommerzieller Erfolg

### Chartplatzierungen
Allein Allein erreichte in Deutschland die Spitzenposition der Single Top 100 und konnte sich insgesamt fünf Wochen auf dieser platzieren sowie 20 Wochen in den Top 10 und 49 Wochen in der Hitparade. In Österreich erreichte die Single Position zwei und musste sich hierbei drei Wochen Hot n Cold von Katy Perry geschlagen geben. Die Single konnte sich zehn Wochen in den Top 10 sowie 34 Wochen in den Charts halten. In der Schweiz erreichte Allein Allein mit Position sieben ebenfalls die Top 10 und konnte sich vier Wochen in diesen platzieren sowie 36 Wochen in der Hitparade. 2008 platzierte sich die Single auf Position 13 der deutschen Single-Jahrescharts. 2009 platzierte sich die Single auf Position 15 der deutschen Single-Jahrescharts, auf Position 25 in Österreich und auf Position 41 der Jahrescharts in der Schweiz. Außerhalb der D-A-CH-Staaten erreichte die Single ebenfalls Chartnotierungen in Belgien (Flandern + Wallonien), Dänemark und den Niederlanden.
Für Polarkreis 18 stellt Allein Allein weltweit den ersten Charterfolg in den Single-Charts dar.
| ChartsChartplatzierungen | Höchstplatzierung | Wochen |
| ------------------------ | ----------------- | ------ |
| Deutschland (GfK)        | 1 (49 Wo.)        | 49     |
| Österreich (Ö3)          | 2 (34 Wo.)        | 34     |
| Schweiz (IFPI)           | 7 (36 Wo.)        | 36     |

| ChartsJahrescharts (2008) | Platzierung |
| ------------------------- | ----------- |
| Deutschland (GfK)         | 13          |

| ChartsJahrescharts (2009) | Platzierung |
| ------------------------- | ----------- |
| Deutschland (GfK)         | 15          |
| Österreich (Ö3)           | 25          |
| Schweiz (IFPI)            | 41          |

### Auszeichnungen für Musikverkäufe
2009 wurde die Single jeweils mit einer Platin-Schallplatte in Dänemark und Deutschland ausgezeichnet. Zehn Jahre nach Erstveröffentlichung erhielt die Single Dreifach-Gold für über 450.000 verkaufte Einheiten in Deutschland. Insgesamt erhielt die Single je zwei Gold- und Platinauszeichnungen für über 480.000 Verkäufe.
| Land/Region        | Auszeichnungen für Musikverkäufe (Land/Region, Auszeichnung, Verkäufe) | Verkäufe |
| ------------------ | ---------------------------------------------------------------------- | -------- |
| Dänemark (IFPI)    | Platin                                                                 | 30.000   |
| Deutschland (BVMI) | 3× Gold                                                                | 450.000  |
| Insgesamt          | 1× Gold · 2× Platin ·                                                  | 480.000  |

## Coverversionen

### Version von Luca Hänni
Der Schweizer Sänger und Songwriter trat mit dem Titel während der Finalshow der neunten Staffel von Deutschland sucht den Superstar auf. Hänni sang das Lied in der Ersten von drei Runden, in der die Interpreten mit einem Titel ihrer Wahl auftraten. Sein Konkurrent Daniele Negroni entschied sich für Dance with Somebody von Mando Diao. Am Ende des Abends setzte sich Hänni mit 52,85 % gegen Negroni durch. Das Lied war in einer durch Dieter Bohlen produzierten Version Teil von Hännis Debütalbum My Name Is Luca. Seine Interpretation wurde nie offizielle als Single veröffentlicht, erreichte aber aufgrund hoher Einzeldownloads die Charts. Das Lied platzierte sich für eine Woche in der Schweizer Hitparade und erreichte dabei Position 55.

### Version von Pryda
2012 veröffentlichte der schwedische House-DJ und Produzent Eric Prydz eine von ihm selbst produzierte Coverversion mit dem Titel Allein. Prydz veröffentlichte das Stück unter seinem Pseudonym „Pryda“ über das Musiklabel Vertigo Records. Die Single erschien erstmals am 14. Mai 2012 als Einzeldownload im Vereinigten Königreich. Im deutschsprachigen Raum erschien der Download eine Woche später am 21. Mai 2012 als Promo-Single. In der Zwischenzeit erschien das Album Eric Prydz Presents Pryda am 18. Mai 2012, auf dem der Titel enthalten ist. In seiner Heimat Schweden erschien eine CD-Promo-Single, die lediglich die „Original Version“ des Liedes beinhaltete. Größere Charterfolge in den offiziellen Charts blieben aus, jedoch konnte sich Allein auf Position zwölf der US-amerikanischen Billboard Dance Club Songs platzieren.

### Weitere Coverversionen
- 2008: Eric Chase[28]
- 2010: medlz[28]
- 2021: Pashanim & Ufo361[29]
- 2024: Alok, Innerverse & Frey[30]